# 卢塞尔纳
卢塞尔纳（義大利語：Luserna），是意大利特伦托自治省的一个市镇。总面积8平方公里，人口299人，人口密度37.4人/平方公里（2009年）。ISTAT代码为022109。